# Matyi és a hegedűs
A Matyi és a Hegedűs 2002-ben alakult, szombathelyi mulatós pop formáció.
Jelenlegi tagjai: Mátyás Zoltán (Matyi), Egervölgyi Krisztián (Hegedűs). A felszolgálóból lett énekes, Mátyás Zoltán mellett az első években Dömötör Balázs hegedült, őt 2007-ben Kiss Emil váltotta, akit 2008-ban Egervölgyi Krisztián követett, akivel egyébként is indult volna a formáció, így már az akkori induló tagokat láthatjuk, hallhatjuk a fellépéseiken.
Eredmények: 6 aranylemez, 3 platinalemez, 1 Fonogram díj.

## Diszkográfia
- Lent az erdő szélén (2002)
- Necsi-necsi (2003)
- 50 Pengő (2004)
- Lottó (2005)
- Duj-duj desuduj (2006)
- Húzd rá gitár (2007)
- Gyere és táncolj (2008)
- A Hetedik (2015)
- Best Of 18 (2020)